# Ногаи
Ногаи — древний народ, а также эндоэтноним современных ногайцев и степных крымских татар. Ногаи составляли население Ногайской Орды, Крымского ханства. Ногаи приняли участие в формировании польско-литовских татар и астраханских татар. Коренное население Крыма, Северного Кавказа, Северного Причерноморья и Нижнего Поволжья. Они также жили в Сибири и в Киргизии (Казахстане). 

## Этноним
Слово «ногай» применялось далеко не только к мангытским (население Ногайской Орды) подданным. Так согласно В. В. Трепавлову: «... под этнонимом «ногай» в некоторых источниках объединялись степные тюрки Мангытского юрта, Крымского ханства и Большой Орды, и это слово имело гораздо более широкое применение, обозначая не только население Ногайской Орды».

## История
Согласно БРЭ, население Ногайской Орды сформировалось на основе остатков хазаро-булгарских, азских, печенежских, а также куманских, кипчакских и монгольских племён. Согласно сведениям из БРЭ, большие ногаи вошли в состав казахов и каракалпаков, малые ногаи — степных крымских татар и ногайцев.